# 진천경찰서
진천경찰서(鎭川警察署, Jincheon Police Station)는 충청북도경찰청이 관할하는 경찰서 중 하나이다. 충청북도 진천군 일대를 관할한다. 충청북도 진천군 진천읍 중앙동로 68 진천경찰서에 위치하고 있다.
서장은 총경으로 보한다.

## 기본 정보
- 주소: 충청북도 진천군 진천읍 중앙동로 68 진천경찰서
- 우편번호: 27834

## 관할 파출소 및 지구대
진천경찰서는 2개 지구대와 3개 파출소를 산하에 두고 있다.
| 명칭         | 사진 | 주소                | 관할구역               | 치안센터                               |
| ------------ | ---- | ------------------- | ---------------------- | -------------------------------------- |
| 상산지구대   |      | 진천읍 남산3길 10   | 진천읍, 문백면, 백곡면 | 사석치안센터 문백치안센터 백곡치안센터 |
| 덕산지구대   |      | 덕산읍 덕금로 803   | 덕산읍                 |                                        |
| 초평파출소   |      | 초평면 초동로 9     | 초평면                 |                                        |
| 이월파출소   |      | 이월면 진광로 803   | 이월면                 |                                        |
| 광혜원파출소 |      | 광혜원면 중리3길 18 | 광혜원면               |                                        |